# Franz Anton Maulbertsch
Franz Anton Maulbertsch, född den 7 juni 1724, död den 8 augusti 1796, var en österrikisk konstnär som målade i rokokostil.